# Blanka Teleki
La condesa Blanka Teleki de Szék (Satulung, 5 de julio de 1806 - París, 23 de octubre de 1862) fue una noble húngara, pintora, pedagoga y activista por los derechos de la mujer. Se la considera una de las primeras feministas y pionera en la educación de las mujeres.

## Biografía
Blanka Teleki nació el 5 de julio de 1806 en Satulung, que actualmente se encuentra en Rumania, hija del conde Imre Teleki de Szék (1782-1848) y la condesa Karoline Brunswick von Korompa (1782-1843). Su familia tenía una propiedad en el distrito de Satu Mare, cerca de Ucrania. Era sobrina de la pionera en educación Therese Brunsvik. Estudió pintura en München y París, y escultura con István Ferenczy en Budapest. Después de haber publicado sus ideas sobre la educación de la mujer, fundó su propia escuela para niñas en Budapest en 1846. En 1848, ella y sus alumnas se convirtieron en las primeras mujeres en Hungría en firmar una petición exigiendo la igualdad de derechos para hombres y mujeres en Hungría, exigiendo el sufragio femenino y el derecho de las mujeres a asistir a la universidad. Participó en la Revolución de 1848 y, por lo tanto, fue condenada a prisión. En 1851 fue encarcelada con Klára Leövey, quien fue liberada en 1856. Después de haber cumplido su condena, dejó Hungría y se fue a París, donde murió el 23 de octubre de 1862.